# Vindkraft

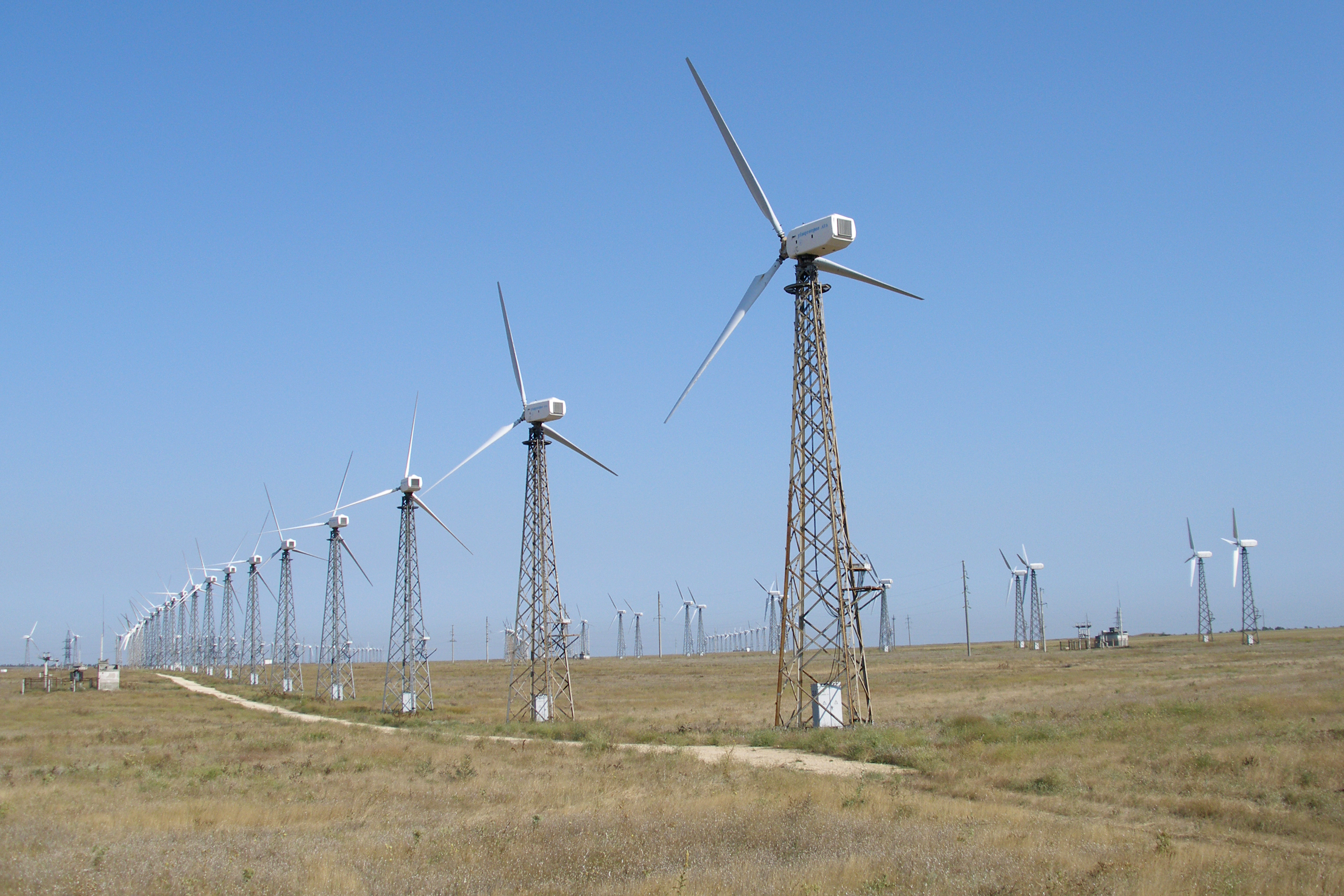
Vindkraftverk samlade i en vindkraftspark.

Utvecklingen av vindkraftskapaciteten per kapita över tid i ledande EU/EES-länder

Andel elektricitet genererad av vindkraft i 20 ledande större länder år 2021. Totalt genererades 10% of electriciteten globalt av vind- och solkraft.

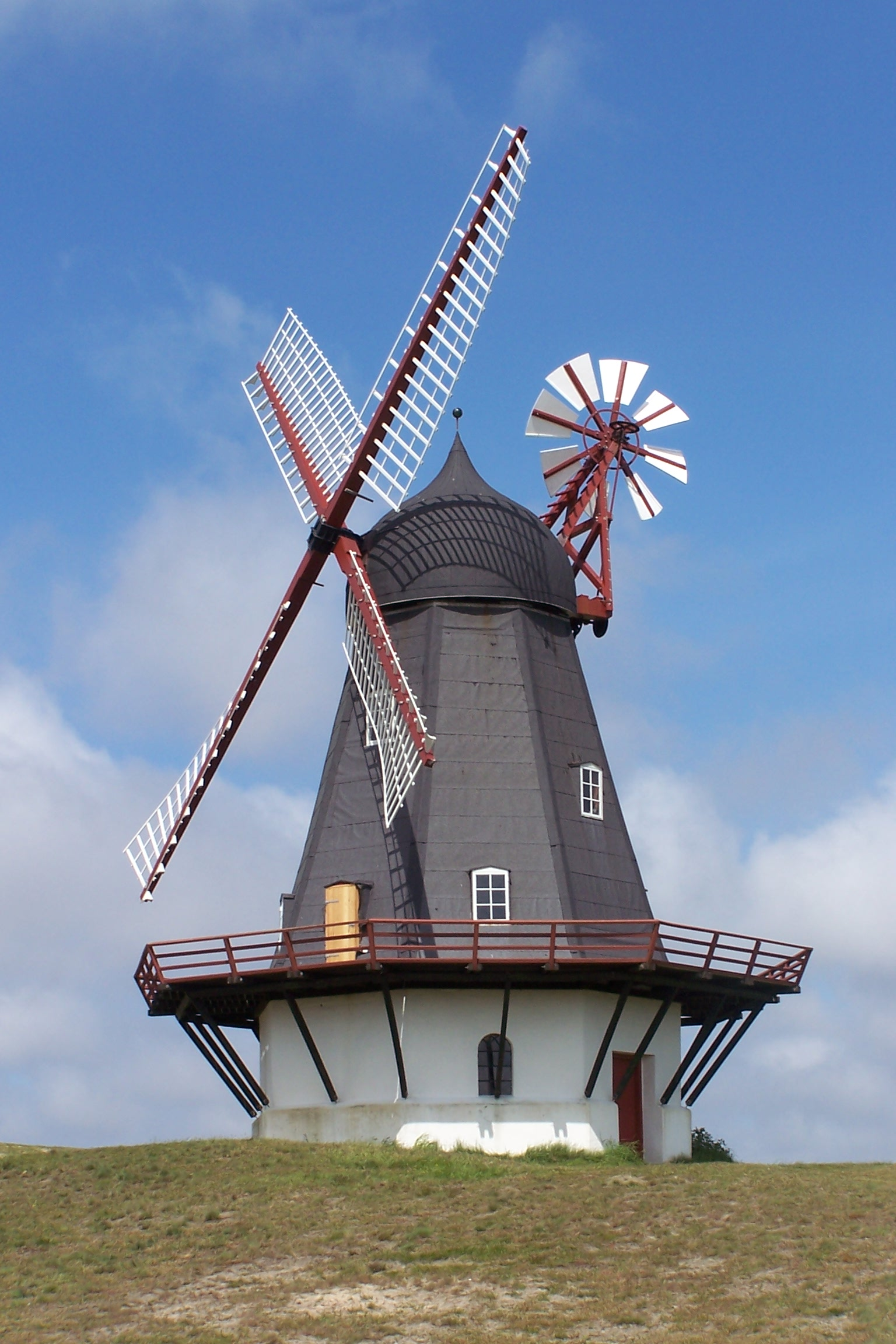
Den klassiska väderkvarnen utvann vindenergi för direkt användning som mekanisk energi, exempelvis för att mala säd, pressa olja, såga trävirke, göra papper eller pumpa vatten.

Vindkraft innebär produktion av elenergi som utvinns ur vinden. Vindkraft används numera över stora delar av världen för att producera el.
Vindkraften är en form av omvandlad solenergi och drivs av vindarna som uppstår då jorden och dess atmosfär värms av solen. Uppvärmningen är ojämn, störst vid ekvatorn och minst vid polerna. Dessutom varierar vinden med årstiderna och molnigheten. Temperaturskillnaderna gör att lufttrycket skiljer sig mellan olika platser. Luften vill röra sig från det högre till det lägre trycket. Som en följd av jordens rotation förskjuts vindriktningen till att mer följa linjerna för lika lufttryck, isobarerna. Detta kallas för corioliseffekten.
Vindenergin är en förnybar energikälla som i modern tid började utvecklas internationellt i mitten av 1970-talet. Denna utveckling har lett till en teknik med horisontalaxlade, propellerlika vindturbiner med vanligen tre vingar, vilka direkt eller via en kuggväxel driver en elgenerator. Tillämpningen för storskalig elproduktion till det nationella elnätet domineras av allt större anläggningar med turbindiametrar om 100–160 m på torn av ungefär samma storlek. De största verken, med idag upp till 220 m turbindiameter och 12 MW effekt, används för havsbaserad vindkraft. För anläggningar utanför elnätet och i viss mån för enskilda fastigheter används betydligt mindre vindkraftverk. Vindens energi utnyttjas också som energikälla för segelbåtar och segelfartyg och för att spara bränsle på en del moderna fartyg.
Sedan 1970-talet har främst generatorsidan sett stora förbättringar och runt 1990-talet har verk som använder switchad kraftelektronik tagit över från de tidigare frekvenssynkroniserade verken med avancerade växellådor. Tack vare detta har verkningsgraden höjts betydligt.

## Vinden som energikälla

### Grundläggande principer för vindkraftverk

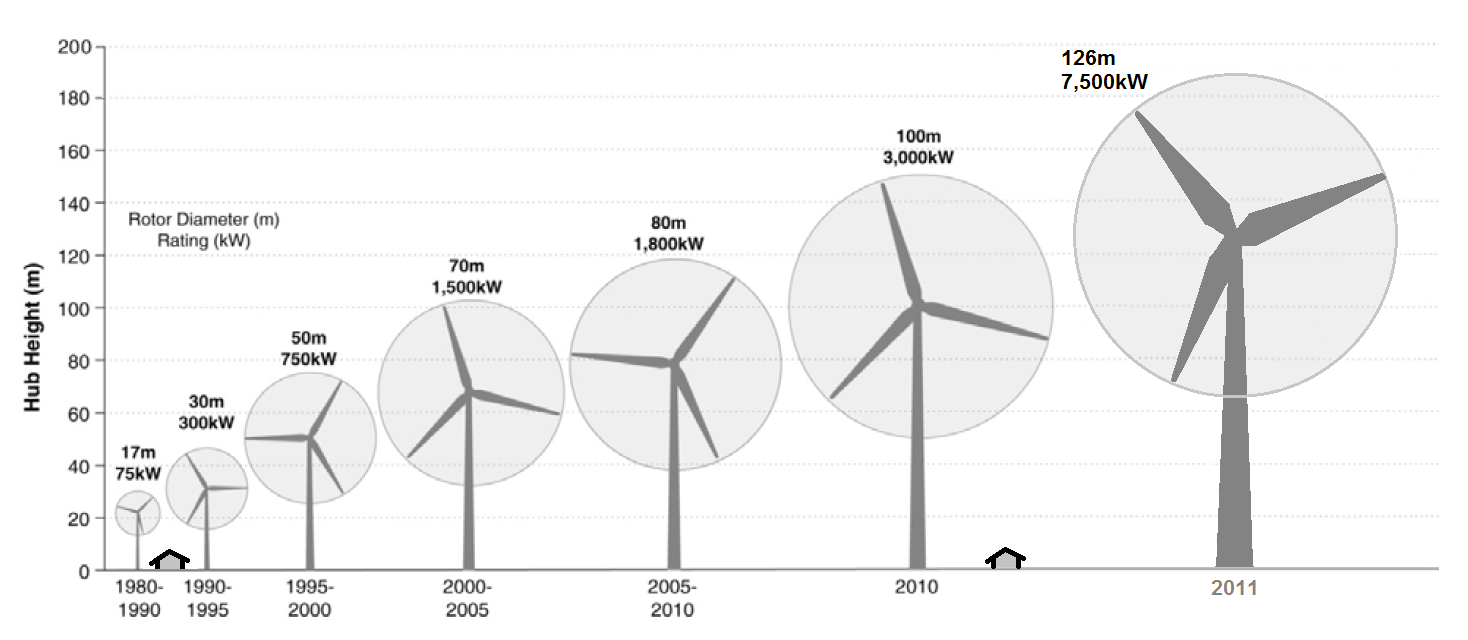
Bilden visar den utveckling i vindkraftverkens storlek som skett, från cirka 75 kW (1980) till 8 MW (2014)

Liksom en flygplansvinge eller en propeller verkar vindturbinen hos ett vindkraftverk genom den lyftkraft som alstras på dess vingar/turbinblad. Bladspetsarna rör sig med typiskt 7–8 gånger vindens hastighet och den moderna vindturbinen kallas därför snabblöpande. En vindturbin är verksam över hela den yta som sveps av turbinbladen, och alltså inte bara av bladytan, som typiskt uppgår till omkring 3 procent av den svepta ytan.
Energin i vinden
Ett vindkraftverks uppgift är att omvandla vindens rörelseenergi via mekaniskt arbete till elektrisk kraft.
Effekten P (watt) för ett vindkraftverk beräknas genom formeln:
{\displaystyle P=\rho A{\frac {v^{3}}{2}}C_{p}}
där {\textstyle \rho } är luftens densitet i kg/m³, {\textstyle v} är vindhastigheten i m/s och {\textstyle A} är den svepta rotorarean i m². {\textstyle C_{p}} är kraftverkets dimensionslösa effektkoefficient som för väl utförda verk kan ligga mellan 0,40 och 0,45. Enligt Betz lag kan den aldrig bli högre än 16/27 ≈ 0,59.
Den svepta rotorarean definieras som den area som bildas när vindturbinen roterar. Effekten är proportionell mot vindhastigheten i kubik, vilket innebär att en fördubbling av vindhastigheten ger åtta gånger högre effekt. Detta gör att vindkraftverk med nödvändighet konstrueras för en viss märkvind där verket levererar sin märkeffekt, och att effekten vid vindhastigheter över märkvinden begränsas genom att vinden "spills" genom turbinen.
Skillnaden i vindhastighet före och efter vindturbinen avgör hur stor del av  vindens effekt som kan tas tillvara av vindkraftverket, Detta beskrivs med verkets effektkoefficient. En förlustfri vindturbin har en effektkoefficient på högst 59 procent, enligt Betz lag.

### Var och hur det blåser
Högt över marken bestäms vindarnas hastighet och riktning enbart av lufttrycksfördelningen och jordrotationen. Den undre gränsen för denna geostrofiska vind ligger vanligen på mellan 500 och 1 000 m över marken beroende på förhållandena.
Markbaserade vindkraftverk är hänvisade till att utnyttja vindenergin på de lägre höjderna inom det atmosfäriska gränsskiktet, där vindarna även påverkas av en rad andra faktorer. En viktig sådan är friktionen mot markytan, vilken bestäms av terrängens råhet. En skrovlig yta som skog bromsar vinden mer än en öppen slätt. Vatten- och isytor ger den minsta friktionen.
Topografin i form av kullar och berg har också stor betydelse. Om formen inte är alltför tvär får man starkare vindar över en höjdsträckning.
Även atmosfärens grad av stabilitet inverkar på vindarnas styrka. Dagtid under sommarhalvåret är luften ofta instabilt skiktad, vilket innebär att temperaturen snabbt sjunker med ökande höjd. Det utlöser stora vertikala luftrörelser, vilka åtföljs av starka och byiga horisontella vindar. Med neutralt eller stabilt skiktad luft finns inte denna tendens.

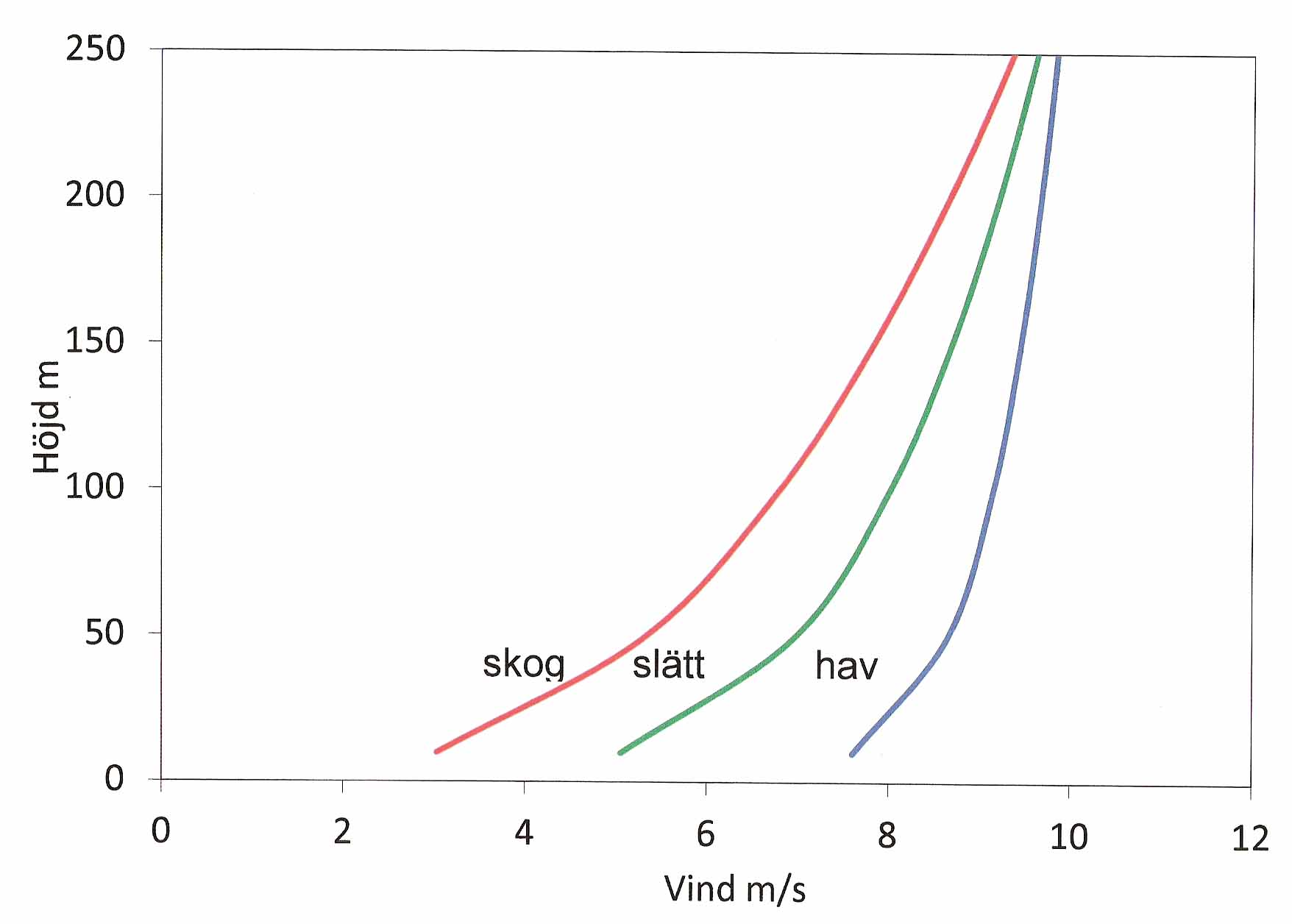
Exempel på vindprofiler över skog, slätt och hav

Vindprofilerna i figuren illustrerar hur vindhastigheten varierar med höjden över marken vid olika underlag. Här framgår skogens starkt bromsande inverkan, medan det över hav kan vara starka vindar redan på låg höjd. Å andra sidan växer vindarna snabbare med ökande höjd över skog än över hav. Detta är förklaringen till att det på senare år, sedan vindkraftverken vuxit till höjder över hundra meter, blivit ekonomiskt intressant att sätta vindkraftverk på skogsmark, som erbjuder stora ytor med förhållandevis små konflikter med andra intressen.
Den ökning av vindhastigheten med ökande höjd, som vindprofilen beskriver, kan även uttryckas som en vindgradient. En stor vindgradient medför å ena sidan att tillgänglig vindenergi tilltar med höjden, vilket är positivt. Å andra sidan blir det större påfrestningar på en vindturbin när det översta turbinbladet arbetar i starkare vind än de undre.

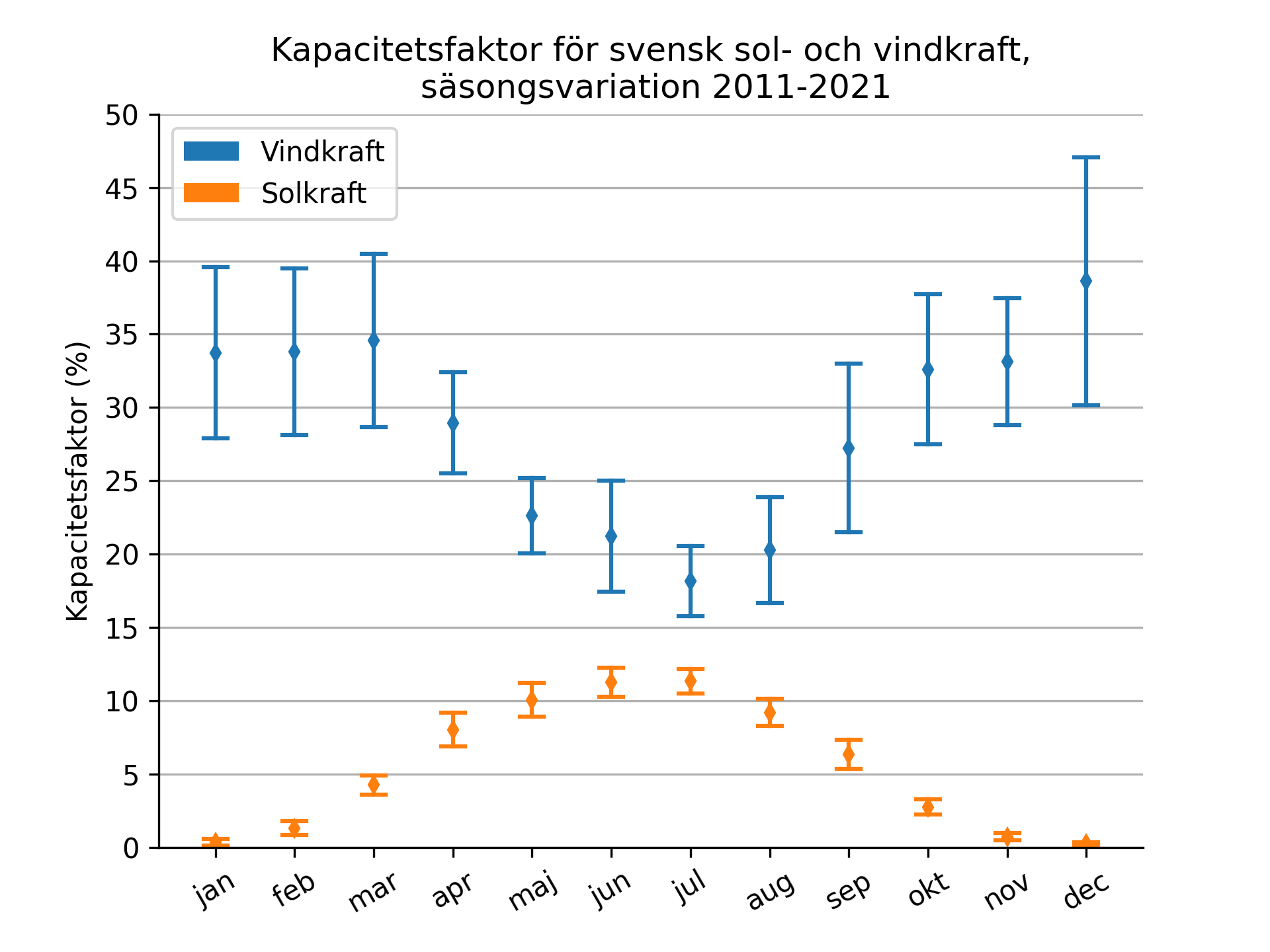
Exempel på säsongsvariation i kapacitetsfaktor för svensk sol- och vindkraft. Beräknad på produktions data för åren 2011-2021.

Vinden varierar ständigt. I ett längre tidsperspektiv har den dock tydliga mönster. Mellan olika år varierar energiinnehållet i vindarna i Skandinavien med storleksordningen ± 10 procent, vilket är något mindre än vattenkraften. Under det senaste århundradet har energitillgången i medeltal inte förändrats, åtminstone i Norden. Av årsenergin infaller ⅔ under vinterhalvåret, då också behovet är störst. I ett kortare tidsperspektiv, upp till en månad, är energitillgången närmast slumpmässig. Till viss del kan variationerna jämnas ut genom sammanlagring av produktionen i landet och i norra Europa. Korrelationen i hur mycket det blåser är dock stor mellan olika närliggande Europeiska länder, då hög- och lågtryck inte sällan sträcker sig över mycket stora landytor.
Vid kuster förekommer fenomenet sjöbris, som är en följd av solens ojämna uppvärmning av land och hav under dagen. Den varmare luften över land stiger uppåt och drar in kallare luft från havet, och ger därmed en daglig variation av vindstyrkan. Även om effekten är tydligt märkbar under den nordiska sommaren har den ingen större betydelse för vindenergitillgången, som i stället bestäms av de västerifrån invandrande lågtrycken. I Kalifornien, där temperaturskillnaderna mellan kallt hav och heta öknar är mer uttalade, finns det däremot dalgångar som tack vare sådana fenomen är vindrika och som därför fått en omfattande vindkraftsutbyggnad.
Vindens variationer i sekundskala benämns turbulens. Variationerna är i huvudsak slumpmässiga, även om det kan finnas inslag av ordnade strukturer. Hög markråhet, komplex topografi och låg stabilitet ökar turbulensen. Högre turbulensgrad medför ökade utmattningslaster på ett vindkraftverk. För att ändå uppnå den önskade livslängden måste de utsatta komponenterna då dimensioneras rikligare.
Vindkraftverk får sin energi genom att bromsa ned vinden till idealt en tredjedel av den ursprungliga hastigheten. Bakom ett vindkraftverk finns därför en "gata" med lägre vindhastighet, vaken. De bakre vindkraftverken i en grupp producerar mindre och utsätts därtill för större påfrestningar, särskilt om de delvis arbetar i vaken. En högre turbulensgrad gör att vaken upplöses snabbare, vilket innebär att ny energi fylls på från sidorna och uppifrån. Ur denna synpunkt kan det vara fördelaktigt med den högre turbulensen över skog. För att verken inte ska stjäla alltför mycket vind från varandra placeras de med ett visst inbördes avstånd, typiskt fem turbindiametrar eller omkring 500 m.

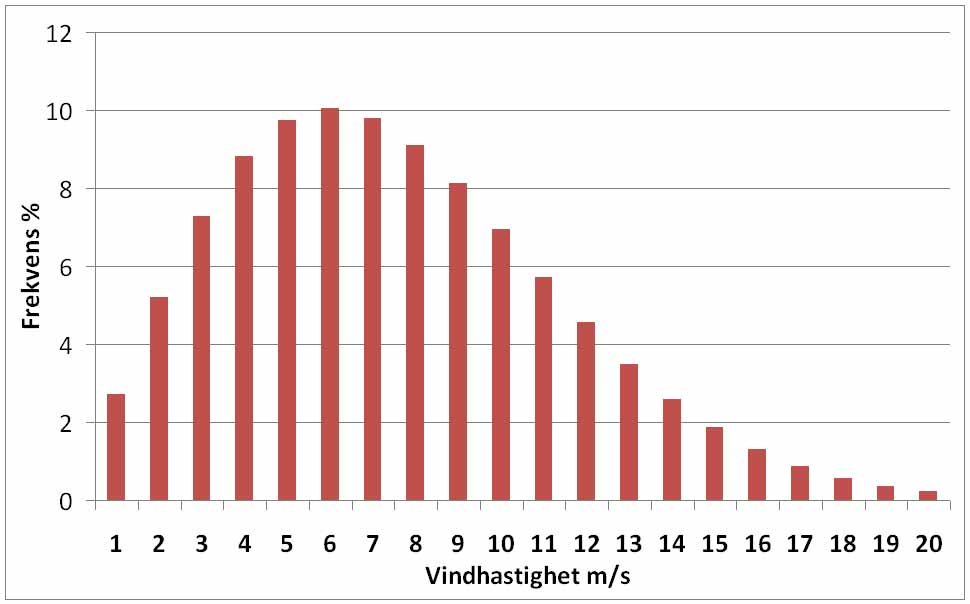
Exempel på frekvensfördelning för vindhastighet. Varje stapel representerar ett intervall om 1 m/s. Under 10 procent av tiden blåser det 5,5–6,5 m/s, vilket är den vanligaste vindhastigheten. Medelvinden är 7 m/s.

Medelvinden, medelvärdet av vindens hastighet under ett normalår, är ett av de mått som behövs för att beskriva vinden på en plats. Man måste därtill veta hur fördelningen mellan höga och låga vindhastigheter ser ut. Weibullfördelningen används för att med två parametrar beskriva vinden. Den ena motsvarar medelvinden och den andra är formfaktorn. Denna gör att produktionen kan variera med omkring ±5 procent vid samma medelvind. Se figuren.
Även vindens riktning ändrar sig. I Sverige är den förhärskande vindriktningen vanligen mellan syd och väst - de väderstreck varifrån vinden blåser.

#### Utnyttjningstid och kapacitetsfaktor

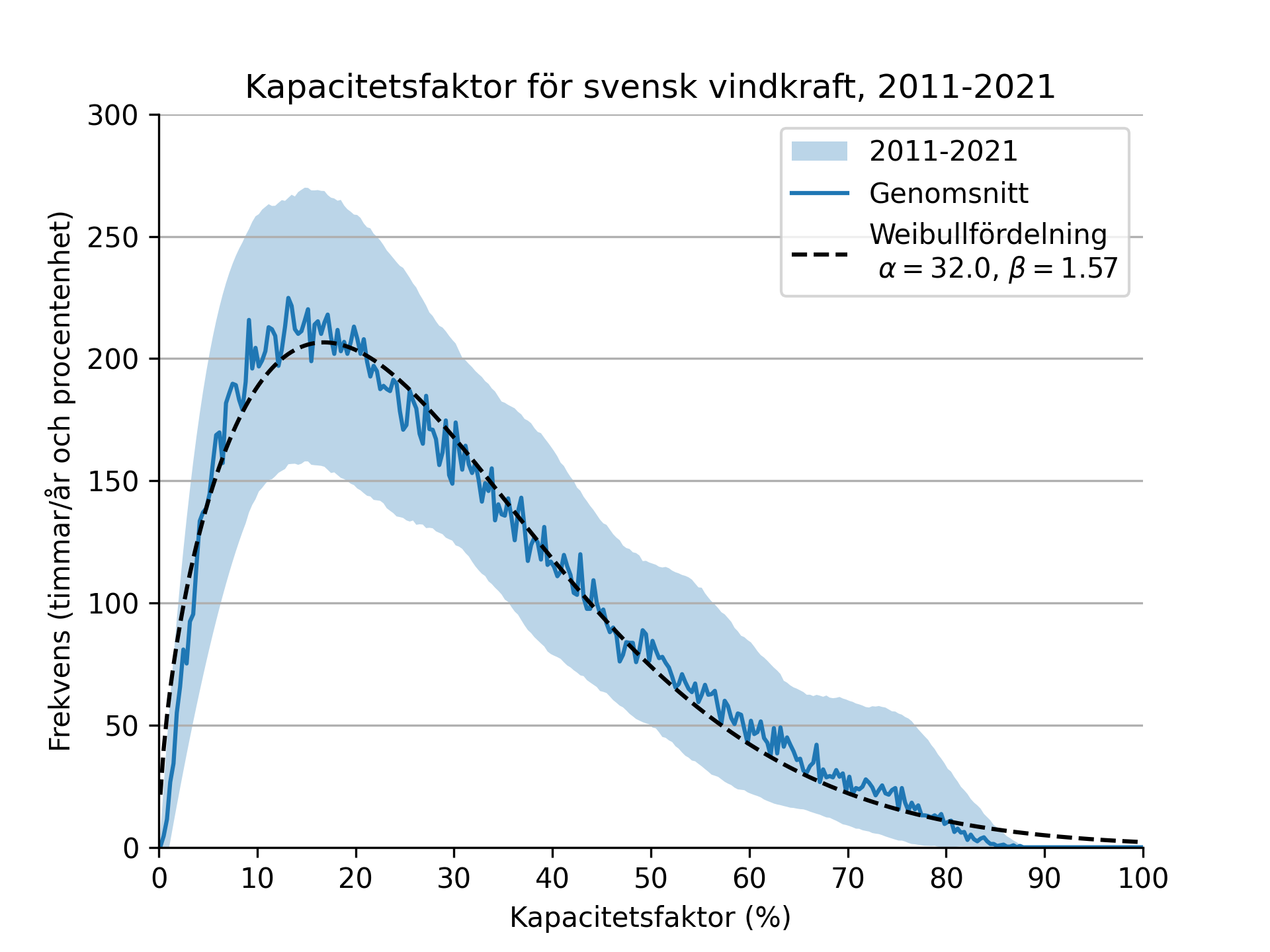
Exempel på frekvensfördelning över vindkraftens kapacitetsfaktor. Beräknad för svensk vindkraft under åren 2011-2021.

Utnyttjningstiden definieras som årsproduktionen (kilowattimmar) dividerad med anläggningens maximala effekt (kilowatt). Sorten blir därmed (timmar). Den kan också uttryckas som det antal timmar som anläggningen teoretiskt skulle behöva köras med maximal effekt för att nå den verkliga årsproduktionen. Ibland används i stället begreppet kapacitetsfaktor, som utgör utnyttjningstid dividerad med årets timmar (8 760). Exempel: 2 240/8 760 = 0,256 eller 25,6 procent (medelvärde i Sverige år 2021). Genom att använda en större turbin (längre turbinblad) för en viss generatoreffekt kommer visserligen mer vindenergi att "spillas" vid höga vindhastigheter, men verket kommer att vara i drift en större del av tiden och få en högre kapacitetsfaktor, där det speciellt för kraftverk till havs finns anläggningar med kapacitetsfaktorer på upp till 45 procent. Denna utveckling beror på relativt sett sjunkande bladkostnader, men leder även till att det blir lättare att samköra vindkraft med det övriga elsystemet, eftersom en viss årlig elproduktion då motsvaras av en mindre högsta effekt och mindre varierande effekt.
Maximal effekt uppnås runt 11 meter per sekund. Blåser det mer så vrids vingarna så att den levererade effekten inte ökar mer, vilket annars skulle leda till att verket blir överbelastat. Vid vindstyrkor över 25 meter per sekund stoppas de flesta vindkraftverk helt. Vissa typer av verk får fortsätta att vara igång med reducerad effekt och lägre varvtal upp till cirka 35 meter per sekund. Under typiska svenska förhållanden (medelvind 7,5 meter per sekund) blåser det mer än 25 meter per sekund under i medeltal några minuter per år..
Ett annat sätt att beskriva utnyttjandet är att beräkna den maximalt möjliga produktionen. Installerad effekt * årets timmar / levererade kilowattimmar. Under 2023 producerades i Sverige 34,1 TWh Vindkraft . Vi hade vid 2023 års början 14,3 GW vindkraft installerat och vid årets slut 16,2 GW installerad effekt . Det blir en kapacitetsfaktor om cirka 26 procent. Det innebär naturligtvis inte att de stod still 74 procent av tiden utan att vindkraften producerade 26 procent av vad som varit möjligt om det blåst 11 meter per sekund hela tiden. Det är denna faktor som bör användas när man jämför tillgängligheten med andra kraftkällor.

### Reglering av vindkraftverk
I takt med att vindkraftverk levererar en allt högre andel av den totala elproduktionen har det blivit viktigt att vindkraften kan bidra till  att stabilisera nätfrekvensen och styra den reaktiva effekten i elnätet. I elprisområde 1 och 2,  (Sverige norr Dalarna och Uppland) uppstår det numer ofta timmar eller kvartar då elpriserna på elkraftbörsen Nordpool blir negativa. För att motverka att frekvensen i elnätet stiger måste inleveransen av el minskas alternativ kan elanvändningen ökas.  En sänkning av inleveransen av el från ett vindkraftverk kan åstadkommas genom att bladen på ett vindkraftverk roteras längs sin längdaxel.  Genom att göra det kan vindkraftverk bidra till att stabilisera frekvensen i det allmänna elnätet eller stabilisera nätspänningen i närområdet. Det tar ungefär en minut att rotera vingarna. Kärnkraftverk genomför ogärna tillfälliga sänkningar av effekten på grund att många och stora förändringar av ångtrycket medför ökad risk för utmattningsskador. Vindkraftverk används också för att reglera den reaktiva effekten i nätet.

### När det inte blåser

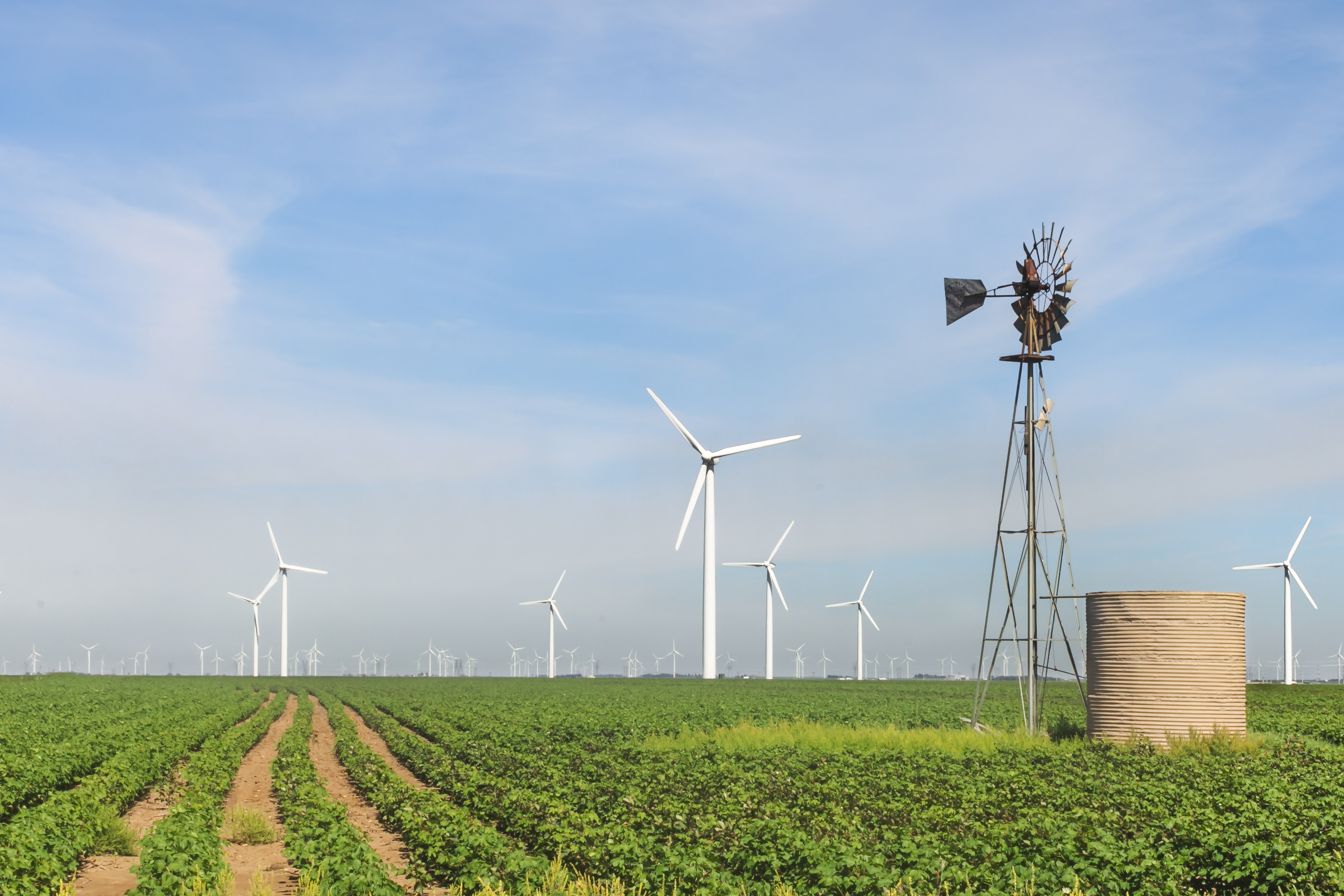
Roscoe Wind Farm in West Texas.

I det korta tidsperspektivet är vindenergin slumpmässigt tillgänglig, men elkonsumenterna förväntar sig att strömmen alltid ska finnas till hands. Hur löses detta dilemma?
Lösningen är att regleringen sker i det övriga elsystemet. Eftersom elektrisk energi inte går att lagra, får de övriga kraftverken i systemet anpassa effekten, så att den totala produktionen och konsumtionen hela tiden matchar varandra. Vägen till denna praktiska lösning går normalt via ett handelsförfarande, som beskrivs längre ned.
Ett kraftsystem, som i likhet med det nordiska innehåller vattenkraft med stora vattenmagasin, är särskilt lämpat för att samköra med vindkraft. När det blåser mycket kan pådraget minskas i vattenkraftverken, vilka därigenom spar vatten, som kan användas senare. Men det går även att kombinera vindkraft med olika former av värmekraftverk, trots att dessa generellt är mer svårreglerade än vattenkraft. Vid KTH har ett framtida svenskt elsystem utan kärnkraft men med vind, solceller och biobränsle studerats. För att klara det maximala effektbehovet under året i ett sådant system behövs enligt en förenklad studie ett antal gasturbiner (5 081 MW) under 765 timmar per år, men som körs på maxkapacitet bara några få timmar per år. Det kan finnas billigare lösningar, exempelvis att anpassa elanvändningen efter det momentana elpriset eller import av el. Vid tider med överskott kommer viss effekt behöva spillas, under totalt 860 timmar och uppemåt 9 510 MW, alternativt tas till vara som fjärrvärme eller på annat sätt. Den huvudsakliga slutsatsen från den förenklade studien är att med nuvarande nivå på den totala elförbrukningen i Sverige så är ett elsystem utan kärnkraft fullt möjligt att driva och att merkostnaden för gasturbiner, reglerkraft och spill är liten räknat i procent av den totala kostnaden för all el som produceras i Sverige. För att få effektbalansen att gå ihop krävs dock en stor förändring i vattenkraftens typiska driftmönster, med 860 timmar (9,8% av ett år) på minimumkapacitet (1 875 MW) och 765 timmar (8,7% av ett år) på maxkapacitet (12 951 MW), jämfört med enskilda timmar åren 2008 och 2011. Enligt en rapport ifrån Sweco skulle en sådan förändring påverka lokala vattenmiljöer och dess ekologiska värden negativt, och att dessa konsekvenser behöver utredas närmare. Flera studier ifrån bland annat Norge visar också på ökat slitage, och därmed ökade driftskostnader, till följd av det ökande behovet av frekvensreglering som en ökande andel vindkraft medför.
Länderna som 2019 hade relativt sett mest vindkraft var Danmark (48 procent av användningen), Irland (33 procent),  Portugal (27 procent), Tyskland (26 procent), Storbritannien (22 procent) och Spanien (21 procent) (se tabellen längre ner). I Sverige var andelen 15 procent. Den höga danska andelen underlättas av samkörning med det övriga nordiska vattenkraftsrika elsystemet, varför det är intressantare att diskutera Spanien och särskilt Portugal, vilka har svagare elektriska förbindelser med omvärlden. Portugal har 30 procent vattenkraftsandel i sin elproduktion och har inte rapporterat att den stora mängden vindkraft skulle vålla några problem. Vid ett tillfälle var den momentana vindkraftsandelen så hög som 93 procent utan att situationen blev kritisk.
Om elkonsumtionen plötsligt ökar, eller produktionen minskar, märks detta genom att elsystemets frekvens börjar sjunka. Jämför med en bil, som när man lättar på gasen börjar sakta ned (men inte stannar tvärt). Frekvensen är i Europa normalt 50 perioder per sekund (Hz) och har en direkt koppling till varvtalet hos de generatorer och även elmotorer som är i drift. Om något av de största värmekraftverken faller bort har man bara några sekunder på sig att reagera, vilket innebär att reaktionen måste komma utan mänskligt ingripande. Det är primärregleringen i ett elsystem som initialt reagerar på en sjunkande frekvens genom att automatiskt öka pådraget i de ingående kraftverken. I en rapport från 2013 uppskattar man att påverkan på primärregleringen blir relativt liten till följd av introduktionen av  vindkraft. Anledningen är att de snabba vindvariationerna sker slumpmässigt och därför utjämnas även inom ett begränsat geografiskt område. Däremot påverkas behovet av sekundärreglering, och som väntas öka, som innebär produktionsändringar som beordras manuellt från kraftsystemets kontrollrum på tidshorisonten 15–60 minuter. Ansvaret för regleringen bärs ytterst av den som är systemansvarig, vilket i Sverige är det statliga affärsverket Svenska Kraftnät.
Ett problem, som börjat uppmärksammas på senare tid, är att med den idag vanliga typen av el- och kontrollsystem i vindkraftverk kommer dessa inte bidra till kraftsystemets tröghetsmassa, det vill säga den förmåga att motstå belastningsändringar som beskrevs ovan. Emellertid utvecklades redan 1990 ett kombinerat 20 kW vind- och dieselkraftverk för fyrplatsen Svenska Högarna, som inte är ansluten till det allmänna elnätet. Då vinden kortvarigt avtog kunde vindturbinens varvtal bromsas ned med hjälp av kraftelektroniken, vilket frigjorde den extra energi som krävdes för att bibehålla produktionen. På detta sätt kunde kraftverket köras på enbart vind då denna var minst 7 m/s. Samma principer tillämpas i stora vindkraftverk, enklast genom att ändra programmeringen av de elektriska omriktarna som förbinder verkens generatorer med kraftnätet så att den uttagna effekten ökar då nätfrekvensen sjunker, och vice versa. I tidigare vindkraftverk fanns inte denna koppling, därför att ingen tidigare efterfrågat den. Vindturbinerna i sig har en stor tröghetsmassa.  I en utredning från KTH redovisas ytterligare 12 olika metoder att skapa så kallad svängmassa i ett elnät som i huvudsak matas av vindkraftverk.
I ett avreglerat elsystem sker den dagliga produktionsplaneringen genom affärsuppgörelser mellan elproducenter och de företag som säljer elen vidare. På den nordiska elbörsen Nord Pool lämnas bud om köp och försäljning senast kl 12 dagen före. Detta gäller även vindkraft, och innebär att vindkraftsproducenterna måste använda vindprognoser för att göra kraftaffärer. Prognoser stämmer aldrig helt, vare sig det gäller vind eller elkonsumtion. Dessutom kan fel inträffa i alla typer av kraftverk. Parterna får därför möjlighet att fram till produktionstimmen "handla sig i balans". Under 2011 var det slutliga prognosfelet endast 0,01 procent av den svenska vindkraftseffekten och de maximala avvikelserna stannade inom 20 procent av denna, vilket visar att de deltagande kraftföretagen utnyttjar möjligheterna att uppdatera sina balanser.
Storleksordningen av variationerna av vindkraftsproduktionen inom en timme framgår av följande tabell, vilken visar observerade maximala ökningar och minskningar för den utbyggda vindkraften i Sverige under 2014. Jämfört med tidigare år, då utbyggnaden var mindre, har variationerna minskat med någon procentenhet.
| Vindkraftens maximala variation i Sverige 2014 | MW    | %    |
| ---------------------------------------------- | ----- | ---- |
| Installerad effekt, MW                         | 5 425 |      |
| Maximal timvis minskning                       | -471  | -8,7 |
| Maximal timvis ökning                          | 455   | 8,4  |

Svenska Kraftnät har beräknat vilket behov av reglerresurser som verket skulle behöva för att klara det ökade reglerbehovet vid en fortsatt utbyggnad av den svenska vindkraften till 7 000 MW (motsvarande 17 TWh) till 2020. Resultatet blev att det ökar med knappt 600 MW för reglering inom en timme. En förutsättning är då att de deltagande kraftföretagen även i fortsättningen "handlar sig i balans" enligt ovan. Det ökade behovet av reglerkapacitet ska jämföras med att cirka 1 800 MW idag används för reglering, huvudsakligen för att kompensera för oprognosticerade förbrukningsändringar. Den installerade vattenkraftseffekten är 16 200 MW, men den största effekt som hittills använts är 13 700 MW. Orsakerna till begränsningen är idag inte fullt klarlagda.  Svenska Kraftnät får tillgång till reglereffekten genom att utnyttja bud som ges av kraftverksägare.
På ett elsystem ställs kravet att det både ska klara att leverera den efterfrågade årliga energimängden och att leverera tillräcklig effekt för att täcka behovet under den högsta förbrukningen, ofta en riktigt kall vintermorgon när elvärmen går för fullt och industrin drar igång. Effektkriteriet benämns Loss of Load Probability (LOLP) och brukar bestämmas till en risk för effektbrist under högst en promille av tiden, det vill säga under knappt nio av årets 8 760 timmar. Under dessa förutsättningar skulle inte ett svenskt elsystem med 7 000 MW vindkraft vara i närheten av att klara effektkriteriet. Om de fyra äldsta kärnkraftsreaktorerna stoppats och effektreserven (se nedan) lagts ned blir ekvationerna bara ännu sämre. Elförbindelserna förutsattes ha byggts ut både inom landet och till grannländerna, men statistiken säger att intermittent produktion samvarierar mellan Sverige, Danmark och norra Tyskland. Därmed är ökade förbindelser inte en universallösning.Svenska Kraftnät tittade även på ett fall där all kärnkraft stoppats och vindkraften byggts ut till 18 300 MW och 45 TWh. Fallet förutsätter alltså att inte all kärnkraftsel ersätts. Här blev dock risken för effektbrist klart större än en promille.
För 2015/16 och 2016/17 har Svenska Kraftnät upphandlat en effektreserv bestående av 660 MW i Karlshamnsverket och 340 MW som förbrukningsminskningar i olika industrier, totalt 1 000 MW. De oljeeldade Karlshamns- och Stenungsundsverken har tillsammans effekten 1 825 MW. Staten garanterar effektreserven fram till 2025.
Det finns även andra sätt att frigöra effekt. Laddning av elbilar kan styras bort från den allra värsta höglasttiden och till och med utformas så att elbilsbatterierna får stötta nätet vid behov. Även temporär bortkoppling av kyl och frys har diskuterats som ett sätt att begränsa effekttopparna. Styrningen kan ske genom signaler över elnätet, vilka uppfattas av ett chip i skåpet. Hushållens vitvaror förnyas på 10-15 år, vilka betyder att sådana åtgärder skulle ge effekt relativt snabbt.

### Effekttaxa även för hushåll
Ytterligare en metod att stabilisera elnäten är att dämpa topparna i elförbrukningen är att större utsträckning införa så kallade effekttaxor, en förhöjd avgift som baseras på den maximala elförbrukningen föregående månad under de timmar då abonnentens elförbrukning var som störst. Malung-Sälen energi har infört en effekttaxa för alla kunder - med högre taxor från första november till och med sista mars - som baseras på uppmätt elförbrukning per timme mellan 7 och 19. Den bakomliggande orsaken till att just Malung-Sälen Energi infört effekttaxa är de i sitt nät har så många fritidshus som har stor elförbrukning under ett begränsat antal timmar per år (till exempel i samband med att många skidliftar stängs för dagen). En effekttaxa uppmuntrar abonnenter att flytta delar av sin förbrukning till tider då belastningen på elnätet är mindre.

## Elanslutning
Vindkraftverken ansluts normalt med 20 kV jordkablar, vilka grävs ned utmed de lokala vägarna och leder strömmen till en transformatorstation, som är gemensam för vindkraftsparken. Därifrån går strömmen vidare till det nationella elnätet med en luftledning, vars spänning och storlek är beroende av hur stor utbyggnaden är. På längre sträckor i hav och till viss del på land används numera kablar med högspänd likström. Tillståndsprocessen för kraftledningar är ofta minst lika utdragen som för vindkraftverk.

## Vägar, markåtgång
Till varje vindkraftverk behövs en väg, typ skogsbilväg med 4,5 m bredd. Befintliga vägar används så långt möjligt. För montaget krävs en fri yta omkring verket med en storlek, som beror av vilken krantyp som används. Permanent behövs en yta motsvarande några parkeringsplatser invid tornet. Den areal som fortsättningsvis inte kan användas för jord- eller skogsbruk kan uppgå till någon procent av det markområde som omsluter vindkraftverken.

## Återbetalningstid för energi
På tre månader producerar ett modernt vindkraftverk på 4 MW lika mycket energi som har gått för att tillverka det, med reservation för oklarheter kring materialåtgång för betongfundament på mellan 790 och 1 440 ton för ett vindkraftverk på 2 MW. Ett dubbelt så kraftfullt vindkraftverk på 4 MW kräver kraftfullare fundament med större materialåtgång. Det motsvarar mindre än en procent av vindkraftverkets totala elproduktion under livslängden.

## Påverkan på miljön

### Luftföroreningar
Själva elproduktionen från ett vindkraftverk är förnybar och bidrar inte med några luftföroreningar.
Tillverkning och byggnation av vindkraftverk medför energianvändning, men jämfört med fossilbaserad elproduktion och energianvändning är utsläppen under ett vindkraftverks livscykel små. Livslängden för vindkraftverk är cirka 20–25 år.

### Landskap och buller
Vindkraftverkens placering innebär en visuell påverkan på miljö, men också växter och djur påverkas. Buller från vindkraftverken gör att placering av verken inte görs alltför nära annan bebyggelse.
En relativt liten markyta går åt för själva vindkraftverket. Däremot kan det vara betydande med, restriktioner för annan bebyggelse eller markåtgång för exempelvis vägar och ledningsdragning och visuell inverkan. Vindkraft placeras gärna, till exempel, till havs, vid kusten, slätter eller i skogsområden där det blåser mycket. Dessa platser kan även sammanfalla med områden som är utpekade som riksintressen för naturvård och friluftsliv. De olika intressena kan vara motsatta och ska vägas mot varandra under prövning och planering.

### Djurpåverkan
Hitintills tyder forskningen på att fåglar påverkas i begränsad omfattning av vindkraftverk. Genom kollision med rotorblad, habitatförluster och barriäreffekter, finns risk att fåglar störs, skadas eller förolyckas. Till exempel undviker örnar att häcka i närheten av verken. För fladdermöss finns också risk av kollision med rotorblad. Däremot kan risker för fåglar och fladdermöss begränsas med hjälp av god planering av var och hur utbyggnaden sker, samt genom begränsning av tillåtna driftstider då fåglar är som mest aktiva. En studie tyder dock på att varje tyskt vindkraftverk i genomsnitt dödar cirka 40 miljoner insekter per år.
Viss forskning anger att tamrenar undviker områden där vindparker byggs, men verkar inte att bli påverkade medan turbinerna körs.
Forskning tyder även på att fiskar ute till havs inte påverkas i de flesta fall av vindkraftverkens ljud och vibrationer. Däremot ger vibrationer genom tornet och växellådan ljud med frekvenser under 1 000 Hz, och i vattnet dominerar ljud på 30–800 Hz, vattendjur använder ljud till att söka föda, undvika predatorer, orientering och kommunikation. Fundamenten för havsbaserade vindkraftverk kan fungera som konstgjorda rev. Det kan även vara gynnsamt för fiskar och räkor med vindkraftverk till havs, då området kan fungera som en skyddszon, genom trålningsförbud och förankringsförbud.

## Vindkraften i opinionen
Enligt en undersökning genomförd inom EU 2010 där 26 000 personer deltog ansåg 84 procent av de svarande att vindkraft kommer att ha en positiv effekt på vår livsstil de kommande 20 åren. Kärnkraft (39 procent) var den teknik som ansågs ha minst positiv effekt bland de olika tekniker som fanns att välja på, vilka var rymdutforskning, solenergi, genmodifiering och nanoteknologi. I vindkraftstäta länder som Danmark och Tyskland ansåg ännu fler att vindkraft har en positiv effekt, 96 respektive 91 procent.

## Betydelse för sysselsättningen
År 2011 sysselsatte den tyska vindkraftsindustrin 101 000 personer. I Danmark svarade vindkraften 2014 för 5 procent av landets BNP. Som jämförelse motsvarade jordbruket 1,4 procent. I Sverige var värdet av exporterade vindkraftskomponenter 2011 lika stort som importen av färdiga vindkraftverk, 8 miljarder kronor. Totalt var antalet sysselsatta i den svenska vindkraftsbranschen 9 800 personer år 2014.

## Vindkraften i världen

### Vindkraftproduktion i världen (TWh/år)
Världens vindkraft producerade under 2018 1 270 TWh. Från föregående år ökade produktionen med 13 procent. Vindkraften beräknas år 2024 producera 2 130 TWh, vilket betyder 7 procent av världens el.
Den globala vindkraftproduktionen har vuxit snabbt. På 28 år har produktionen blivit 317 gånger större. Om produktionen fortsätter att växa i samma takt, 23 procent per år, motsvarar den 2040 mer än 4 gånger dagens globala elproduktion som 2018 var 26 614 TWh.
Under 2021 installerades 94 GW vindkraft. Den globala installerade effekten var 837 GW vid slutet av 2021 vilket var en årlig ökning med 12 %. År 2024 var vindkraftens bästa år globalt hittills, med 117 GW ny vindkraftkapacitet vilket ökade den totala installerade vindkapaciteten till 1 136 GW, en ökning med 11 % jämfört med förra året. 
|     |            | GW   |
| --- | ---------- | ---- |
| 1.  | Kina       | 48,9 |
| 2.  | USA        | 16,9 |
| 3.  | Brasilien  | 2,3  |
| 4.  | Norge      | 1,5  |
| 5.  | Tyskland   | 1,4  |
| 6.  | Spanien    | 1,4  |
| 7.  | Frankrike  | 1,3  |
| 8.  | Turkiet    | 1,2  |
| 9.  | Indien     | 1,1  |
| 10. | Australien | 1,1  |

|    |                | GW  |
| -- | -------------- | --- |
| 1. | Kina           | 3,0 |
| 2. | Nederländerna  | 1,5 |
| 3. | Belgien        | 0,7 |
| 4. | Storbritannien | 0,5 |
| 4. | Tyskland       | 0,2 |

Uppgifter om effekt och andel av elproduktionen i EU 2018 och 2023 baseras på Wind energy in Europe in 2018 respektive 2023 - Trends and statistics av Wind Europe. Uppgifter om elproduktion 2019 kommer från BP Statistical Review of World Energy 2019.

### Europa EU 27
| Land          | Effekt 2018 (GW) | Elproduktion 2018 (TWH) | Andel elproduktion 2018 | Effekt 2023 (GW) | Andel av elproduktionen 2023 |
| ------------- | ---------------- | ----------------------- | ----------------------- | ---------------- | ---------------------------- |
| Belgien       | 3,3              | 7,5                     | 7 %                     | 5,5              | 18 %                         |
| Bulgarien     | 0,7              |                         | 3 %                     | 0,7              | 4 %                          |
| Cypern        |                  |                         |                         | 0,2              | 4 %                          |
| Danmark       | 5,8              |                         | 41 %                    | 7,6              | 56 %                         |
| Estland       |                  |                         |                         | 0,4              | 10 %                         |
| Finland       | 2,0              | 5,9                     | 6 %                     | 6,9              | 18 %                         |
| Frankrike     | 15,3             | 28,2                    | 6 %                     | 22,8             | 11 %                         |
| Grekland      | 2,8              | 6,3                     | 9 %                     | 5,2              | 20 %                         |
| Irland        | 3,6              |                         | 28 %                    | 4,8              | 36 %                         |
| Italien       | 10,0             | 17,5                    | 6 %                     | 12,3             | 8 %                          |
| Kroatien      |                  |                         |                         | 1,3              | 14 %                         |
| Lettland      |                  |                         |                         | 0,1              | 4 %                          |
| Litauen       | 0,4              |                         | 9 %                     | 1,2              | 21 %                         |
| Nederländerna | 4,5              | 10,5                    | 9 %                     | 11,5             | 27 %                         |
| Polen         | 5,9              | 12,8                    | 7 %                     | 9,4              | 13 %                         |
| Portugal      | 5,4              | 12,7                    | 24 %                    | 5,8              | 26 %                         |
| Rumänien      | 3,0              | 6,5                     | 10 %                    | 3,1              | 14 %                         |
| Spanien       | 23,5             | 50,8                    | 19 %                    | 30,6             | 27 %                         |
| Sverige       | 7,4              | 16,8                    | 12 %                    | 16,4             | 26 %                         |
| Tjeckien      | 0,3              | 0,6                     | 1 %                     | 0,3              | 1 %                          |
| Tyskland      | 59,3             | 111,6                   | 21 %                    | 69,7             | 31 %                         |
| Ungern        | 0,3              | 0,6                     | 1 %                     | 0,3              | 1 %                          |
| Österrike     | 3,0              | 5,9                     | 10 %                    | 3,9              | 14 %                         |
| Övriga        |                  |                         |                         |                  |                              |
| Totalt        | 178,8            |                         | 14 %                    | 220,3            | 19 %                         |

### Övriga Europa och Nordasien
| Land           | Effekt 2018 (GW) | Elproduktion 2018 (TWh) | Effekt 2023 (GW) | Andel elproduktion 2023 |
| -------------- | ---------------- | ----------------------- | ---------------- | ----------------------- |
| Norge          | 1,7              | 3,9                     | 5,2              | 10 %                    |
| Ryssland       | 0,1              | 0,2                     | 2,0              | ? %                     |
| Schweiz        | 0,1              | 0,1                     | 0,1              | 0 %                     |
| Storbritannien | 21,0             | 57,1                    | 29,6             | 29 %                    |
| Turkiet        | 7,4              | 19,8                    | 12,3             | 11 %                    |
| Ukraina        | 0,5              | 1,1                     | 1,9              | ? %                     |
| Övriga         | 0,6              |                         |                  |                         |
| Totalt         | 10,4             |                         | 52,2             |                         |
| Totalt Europa  |                  |                         | 272,5            | 20 %                    |

### Afrika och Mellersta Östern
Statistiken nedan baseras på uppgifter från BP Statistical Review of World Energy 2019 och 2021 och från Renewable Energy Statistics 2019 från The International Renewable Energy Agency (IRENA)
| Land      | Effekt 2018 (GW) | Totalt 2018 (TWh) | Effekt 2020 GW) |
| --------- | ---------------- | ----------------- | --------------- |
| Egypten   | 1,1              | 2,4               | 1,4             |
| Iran      | 0,3              | 0,4               | 0,3             |
| Marocko   | 1,2              | 3,8               | 1,4             |
| Sydafrika | 2,1              | 6,9               | 2,6             |
| Övriga    | 1,4              |                   |                 |
| Totalt    | 6,1              | 15,8              |                 |

### Övriga Asien
| Land         | Effekt 2018 (GW) | Totalt 2018 (TWh) | Effekt 2020 GW) |
| ------------ | ---------------- | ----------------- | --------------- |
| Australien   | 5,8              | 16,3              | 9,5             |
| Filippinerna | 0,4              | 1,2               | 0,4             |
| Indien       | 35,3             | 60,3              | 38,6            |
| Japan        | 3,7              | 6,8               | 4,2             |
| Kina         | 184,7            | 366,0             | 282,0           |
| Nya Zeeland  | 0,7              | 2,0               | 0,8             |
| Pakistan     | 1,2              | 1,7               | 1,2             |
| Sydkorea     | 1,4              | 2,4               | 1,6             |
| Taiwan       | 0,7              | 1,7               | 0,8             |
| Thailand     | 1,0              |                   | 1,5             |
| Övriga       | 1,3              |                   |                 |
| Totalt       | 229,0            |                   |                 |

### Syd- och Centralamerika
| Land      | Effekt 2018 (GW) | Totalt 2018 (TWh) | Effekt 2020 (GW) |
| --------- | ---------------- | ----------------- | ---------------- |
| Argentina | 0,8              | 1,4               | 2,6              |
| Brasilien | 14,4             | 48,5              | 17,2             |
| Chile     | 1,5              | 3,7               | 2,1              |
| Övriga    | 3,6              | 12,3              | 4,4              |
| Totalt    | 20,3             | 65,9              | 26,4             |

### Nordamerika
| Land   | Effekt 2018 (GW) | Totalt 2018 (TWh) | Effekt 2020 (GW) |
| ------ | ---------------- | ----------------- | ---------------- |
| Kanada | 12,8             | 32,2              | 13,6             |
| Mexiko | 4,9              | 12,6              | 8,1              |
| USA    | 94,3             | 277,7             | 117,7            |
| Totalt | 112,0            | 322,5             | 139,4            |

### Havsbaserade vindkraftverk
Vindkraftverk på bottenfasta fundament inom grunda havsområden (djup cirka 8–40 m) är en potentiell energiresurs, som är särskilt viktig för länder där möjliga områden för utbyggnad till lands börjar bli uttömda. Med flytande, förankrade vindkraftverk kan även djupare vatten (100 m och mer) exploateras.
En fördel är att vindtillgången normalt är bättre till havs än på land, samt att det är lättare att transportera, resa och bygga stora kraftverk till havs. En nackdel är att  anläggnings- och driftskostnaderna är högre än på land. En ökande del av vindkraften är havsbaserad. Enligt en prognos kan andelen 2020 öka till 20 procent.
Med hänsyn till sjöfart och andra intressen kan det vara svårt att hitta acceptabla placeringar. På avstånd större än cirka 8 km från land blir den visuella påverkan ringa.
I tabellen anges den havsbaserade vindkraften 2014 och 2017. Produktionen från havsbaserade vindkraft växer snabbt. På tre år hade produktionen mer än fördubblats. Utbyggnaden i de olika länderna ingick i uppgifterna ovan och ska alltså inte adderas till dessa.
| Land           | Totalt 2014 (TWh) | Totalt 2017 (TWh) |
| -------------- | ----------------- | ----------------- |
| Storbritannien | 13,4              | 20,9              |
| Tyskland       | 1,4               | 17,7              |
| Danmark        | 5,2               | 5,2               |
| Kina           | 0,7               | 5,2               |
| Nederländerna  | 0,7               | 3,7               |
| Belgien        | 2,2               | 3,3               |
| Sverige        | 0,7               | 0,7               |
| Finland        | 0                 | 0,2               |
| Japan          | 0,1               | 0,1               |
| Irland         | 0,1               | 0,1               |
| USA            | 0                 | 0,1               |
| Vietnam        | 0                 | 0,1               |
| Sydkorea       | 0                 | 0,1               |
| Övriga         |                   |                   |
| Totalt         | 24,7              | 57,3              |

## Bilder av vindkraftsparker

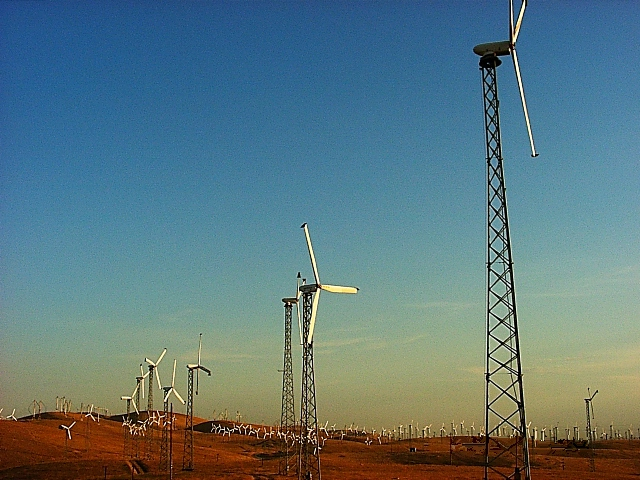
Några av de 4 900 vindkraftverken i Altamont Pass vindkraftspark i Kalifornien som byggdes på 1970-talet i samband med oljekrisen.
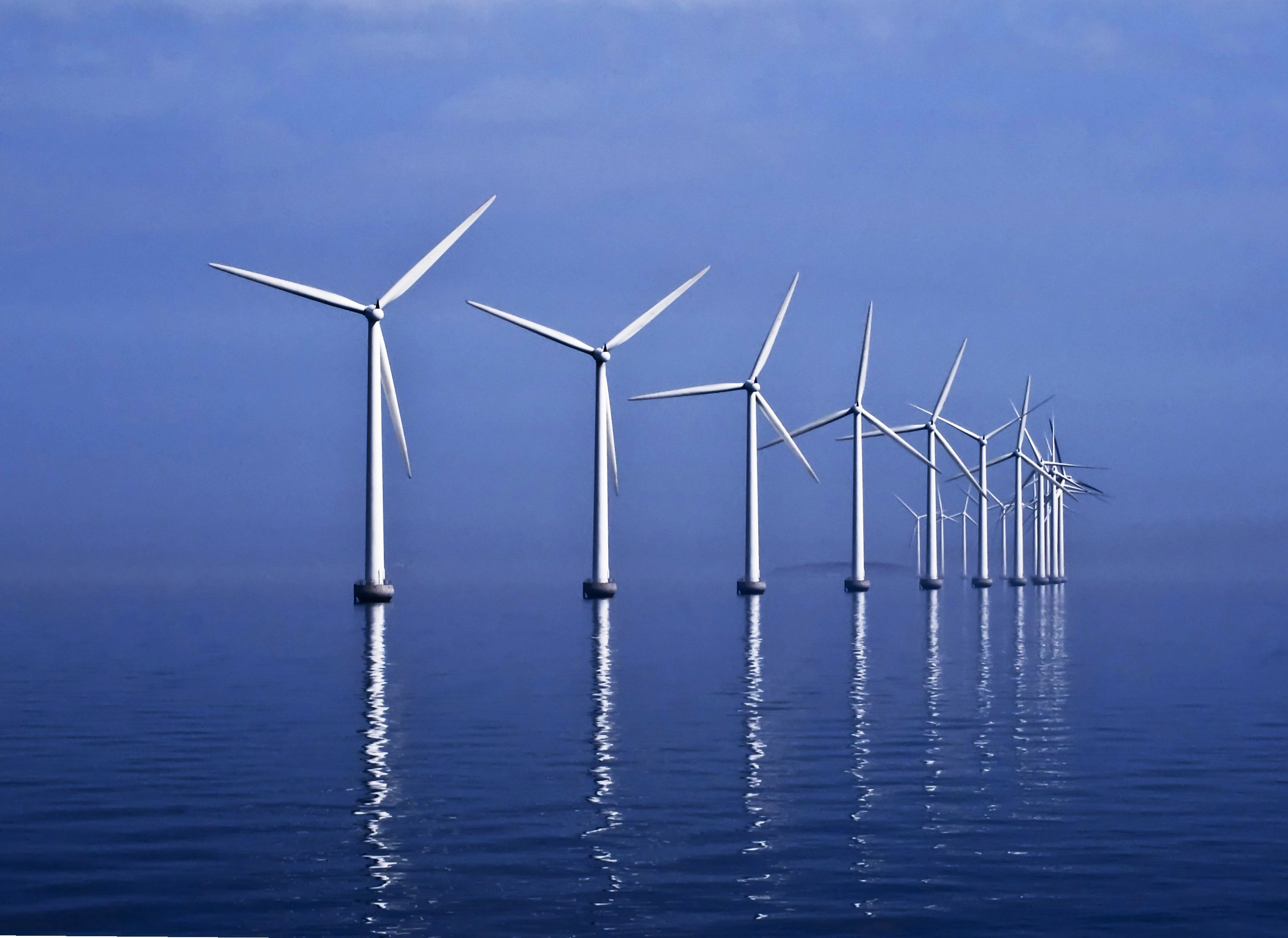
Den havsbaserade Middelgrunden vindmöllepark i Öresund utanför Köpenhamn.
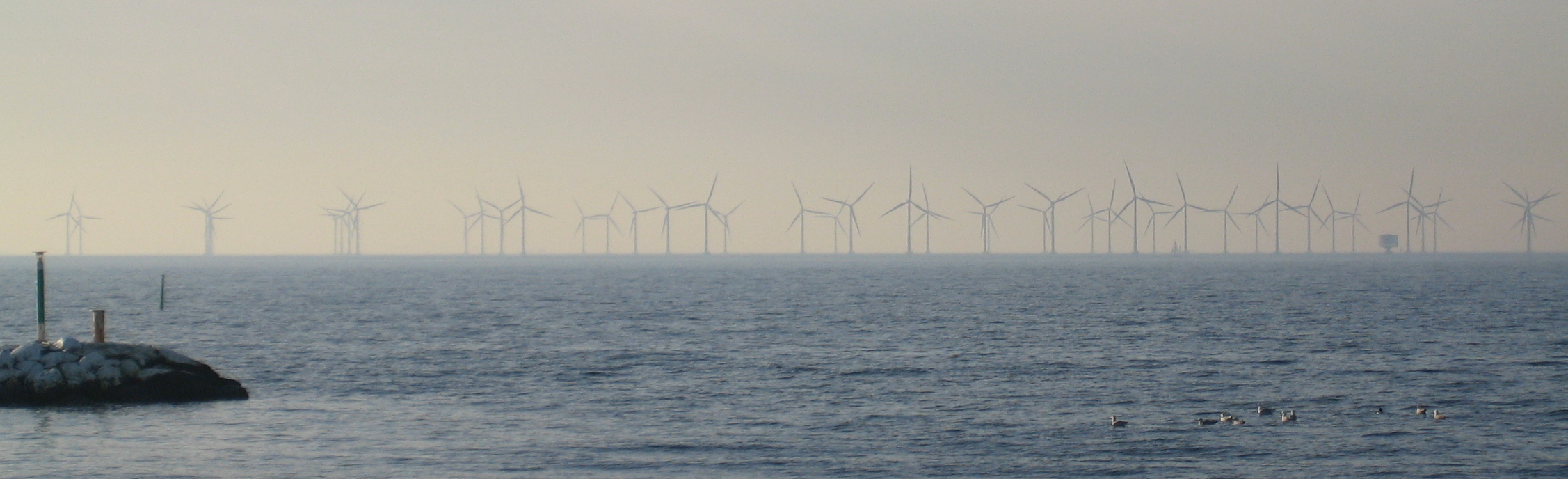
Lillgrunds vindkraftpark sedd från Klagshamns udde.
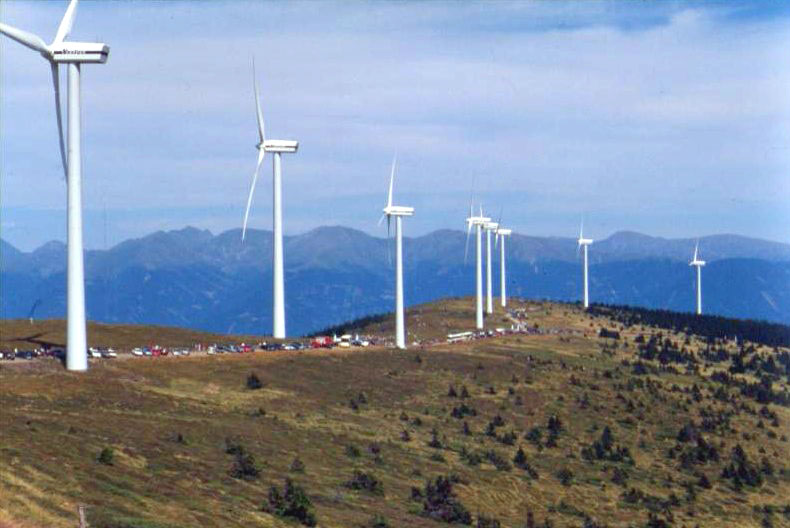
Tauernwindpark Oberzeiring, Steiermark, Österrike.
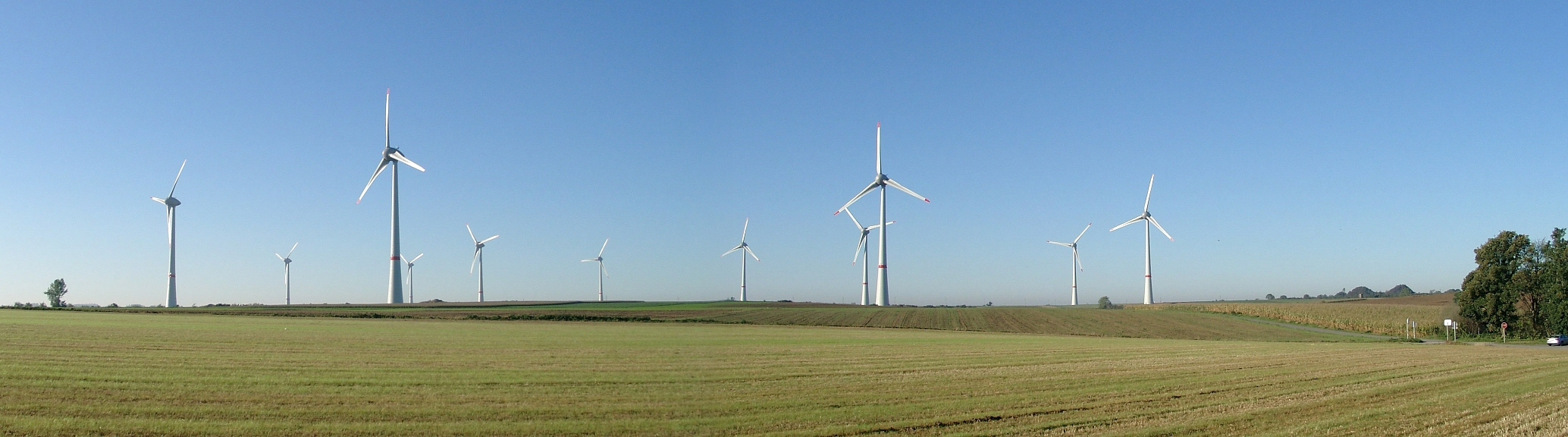
Vindkraftspark med elva stycken E-126 7,5 MW vindturbiner, Estinnes, Belgien.

## Historik
Väderkvarnar är kända från 2000-talet f.Kr. i Kina och Japan. På 1100-talet infördes de av hemvändande korstågsfarare till Europa från Mellersta Östern. Kulmen nåddes omkring 1850 då ångkvarnar började ta över. Enbart på Öland fanns det då omkring 2 000 väderkvarnar. Mångbladiga vindhjul för vattenpumpning tillverkades i miljontal i USA under perioden 1880–1930 och kom att karaktärisera prärien. Det första vindkraftverket byggdes av amerikanen Brush 1888. Det hade en mångbladig vindturbin med 17 m diameter som drev en likströmsgenerator på 12 kW och var i drift i 20 år. I Danmark utvecklade professor Paul la Cour 1891–1907 vindkraftverk med vetenskapligt stöd från vindtunnelexperiment.  Under 1910-talet fanns det flera hundra vindkraftverk med 4–25 kW effekt i drift i Danmark. Under andra världskrigets avspärrning tillkom ett tjugotal anläggningar med upp till 24 m turbindiameter och 70 kW effekt. Små vindkraftverk för batteriladdning slog igenom på 1930-talet och såldes i hundratusentals exemplar i USA.
Den första storskaliga demonstrationen av elproduktion med vindenergi skedde i USA 1941–1945 med Smith-Putnams 1 250 kW vindkraftverk. Under 1950- och 1960-talen byggdes relativt stora experimentanläggningar i Danmark, Frankrike, Storbritannien och dåvarande Västtyskland. Den danska "Gedser-möllan" sattes upp 1959 av de danska kraftbolagen och var i drift fram till 1967. Tillsammans med Tvindmøllen kom den att stå modell för en hel generation av vindkraftverk i den utveckling som snart följde.
Oljekrisen 1973 ledde till återuppväckt intresse för alternativa energikällor som snart omsattes i statsfinansierade utvecklingsprogram i västvärlden. I Sverige började Styrelsen för teknisk utveckling (STU) undersöka förutsättningarna för vindkraft under ledning av tekn. dr. Olle Ljungström (1918–2013). Nämnden för energiproduktionsforskning (NE) tillkom 1975 och fick till uppgift att genomföra bland annat denna del av det energiforskningsprogram som beslutats av riksdagen. I det inledande arbetet ingick tekniska studier, vindprospektering och att låta Saab-Scania 1977 uppföra ett försöksaggregat om 60 kW vid Kalkugnen vid norra Upplandskusten nära Älvkarleby.
En första introduktion av vindkraft i större skala inleddes 1981 i Kalifornien. Förutsättningar var ett politiskt intresse i kombination med ett svårt elförsörjningsläge som motiverade omfattande "tax credits" (motsvarande 40 procent investeringsbidrag) samt ett tvång för kraftföretagen att köpa tillgänglig energi till marginalkostnad. Satsningarna inriktade sig på vindkraftverk i de storlekar som initialt fanns tillgängliga, från början verk med omkring 50 kW effekt, vilka sattes upp i tusental. Efter några år inriktades uppmärksamheten mot storleksklasserna 100–400 kW. Tidiga att utnyttja denna marknad var danska tillverkare av små vindkraftverk, vilka hade lämpliga verk framme, baserade på den tidigare danska traditionen från "Gedser-möllan" (se ovan). Denna export-boom gav de danska tillverkarna ett tidigt försprång som de till stor del lyckats behålla. Jordbruksmaskinstillverkaren Vestas började med vindkraft vid denna tid. Det gjorde även Bonus, som senare köptes av Siemens.
I Tyskland liksom i övriga västvärlden fortsatte den statligt finansierade forsknings- och utvecklingsverksamheten, vilken på ett betydelsefullt sätt förbättrade den tekniskt-vetenskapliga grunden, men inte i sig gav några kommersiella resultat. År 1988 initierades emellertid ett stort demonstrationsprogram, som genom sin konstruktion kunde stödja nya, inhemska tillverkare utan att komma i konflikt med EU:s konkurrensregler. Det utformades som ett "vetenskapligt" program med 100 MW vindkraft, i medeleffekt, och därmed i realiteten minst det dubbla i installerad effekt. Efter några år blev den reella omfattningen 500 MW. Ett begränsat antal vindkraftverk av varje typ skulle stödjas, vilket innebar att programmet inte kunde domineras av danska tillverkare. Följden blev i stället, som avsett, att ett antal nya tyska tillverkare kom igång, varav några verksamheter fortfarande lever kvar, exempelvis Enercon och General Electric (uppköpt verksamhet). Senare följdes 100 MW-programmet av ett generellt stödsystem, vilket finansieras av elkonsumenterna och innebär att el från bland annat vindkraftverk ersätts med ett fast belopp per kilowattimme.
I Spanien började utbyggnaden ta fart sedan en ny lag 1994 garanterat ersättningen för vindgenererad ström. Uppbyggnaden av en egen industri säkrades genom att varje region kunnat kräva att verken tillverkas inom denna.
De tidiga vindkraftverken (1970–1990) som användes för storskalig elproduktion hade en mycket avancerad växellåda som såg till att varvtalet alltid var en multipel/division av nätspänningen. När det inte blåste snurrade ändå verken långsamt och drevs då som motorer istället. En del moderna verk har också växellåda, men de är betydligt simplare och mer designade för ha ett optimalt varvtal beroende på vindstyrka.
Sedan 2000-talet byggs och installeras i princip endast två typer av vindkraftverk: 
1. Verk med switchad kraftelekronik som återskapar en sinusfomad spänning som leds ut på nätet på en eller flera faser.
2. Verk med switchad kraftelektronik som skalas upp till högspänd likspänning (HVDC) som sedan på annat håll återskapas till växelström.